# 호텔 닛코 괌
호텔 닛코 괌(영어: Hotel Nikko Guam)은 괌 투몬에 위치한 호텔이다. 오쿠라 닛코 호텔 매니지먼트가 운영하고 있다. 건 비치 옆, 투몬 베이 최북단에 위치하고 있다.